# 拉格魯鎮區 (阿肯色州阿肯色縣)
拉格魯鎮區（英語：La Grue Township）是位於美國阿肯色州阿肯色縣的一個行政鎮區。

## 地方資料
拉格魯鎮區的面積為205.24平方千米，當中陸地面積為202.61平方千米，而水域面積為2.63平方千米。根據2010年美國人口普查的數據，當地共有人口4489人，而人口密度為每平方千米21.87人。